# Alexandru Vaida-Voevod
Alexandru Vaida-Voevod of Vaida-Voievod (Bobâlna, 27 februari 1872 - Sibiu, 19 maart 1950) was een Roemeens politicus. Hij was premier en minister van Binnen- en Buitenlandse Zaken van Roemenië van 6 juni tot 18 oktober 1932. Van 14 januari tot 12 november 1933 was hij nogmaals premier.

## Achtergrond en vroege carrière
Alexandru Vaida-Voevod werd in 1872 in Bobâlna geboren. Bobâlna heette toen Olpret en maakte deel uit van de Hongaarse provincië Transsylvanië (Zevenburgen). Hij was een Grieks-katholieke Roemeen. De Roemeense bevolking van Transsylvanië werd gediscrimineerd door de Hongaarse overheid die een actieve magyarisatiepolitiek voerde.
Alexandru Vaida-Voevod streefde naar gelijke rechten voor de Roemenen binnen het Habsburgse Rijk (Oostenrijk-Hongarije) en steunde de plannen voor de omvorming van het rijk in een confederatie (Verenigde Staten van Groot-Oostenrijk), zoals voorgesteld door Aartshertog Frans Ferdinand, de Oostenrijk-Hongaarse troonopvolger. Vaida-Voevod zelf behoorde tot de groep van adviseurs rond de aartshertog. In 1906 werd hij voor de Roemeense Nationale Partij van Transsylvanië en het Banaat (PNR) in het Hongaarse parlement in Boedapest gekozen. Na de moord op aartshertog Frans Ferdinand (28 juni 1914) en het uitbreken van de Eerste Wereldoorlog wijzigde Vaida-Voevod zijn plannen over de toekomst van Transsylvanië drastisch en begon een voorstander te worden van een vereniging van het Koninkrijk Roemenië met Transsylvanië en het Banaat. Op 18 oktober 1918 las Vaida-Voevod namens zijn partij (de PNR) een op 12 oktober te Oradea Mare opgestelde resolutie voor zelfbeschikkingsrecht van de Transsylvaniërs volgens de Veertien Punten van de Amerikaanse president Woodrow Wilson.
Op 3 november 1918 trad Vaida-Voevod toe tot de Centrale Roemeense Nationale Raad te Arad. Op 2 december 1918 verklaarde deze Raad bij monde van Vasile Goldiș de vereniging met Roemenië. Deze vereniging werd op 24 december door de Roemeense koning Ferdinand I bekrachtigd.

## Premier
Op 17 december 1918 werd Aleandru Vaida-Voevod minister zonder portefeuille verantwoordelijk voor Transsylvaanse zaken. Hij maakte deel uit van de Roemeense afvaardiging bij de vredesbesprekingen in Versailles (1919). Hij trad hier op als krachtig onderhandelaar en organiseerde de persconferenties van de Roemeense delegatie.

Voor de verkiezingen van 1919 wijzigde de Roemeense Nationale Partij van Transsylvanië en het Banaat haar naam in Roemeense Nationale Partij (PNR). De partij deed het goed bij de verkiezingen en behaalde 199 van de 474 zetels in het Roemeense parlement. Vaida-Voevod vormde een kabinet en was 9 december 1919 tot 19 maart 1920 premier en minister van Buitenlandse Zaken en tekende vredesverdragen met Oostenrijk en Bulgarije. Hij verzekerde de grenzen van het land en liet het Roemeense leger overgaan tot een finaal offensief tegen de Hongaarse Radenrepubliek van Béla Kun. Vaida-Voevods plannen voor een radicale landhervorming vielen niet in goede aarde bij de voornaamste oppositiepartijen, de Conservatieve Partij (PC) van Marghiloman en de Nationaal-Liberale Partij (PNL) van Ion I. Constantin Brătianu. Ook de koning voelde niets voor de landhervormingen en ontbond het kabinet in maart 1920. Vaida-Voevod werd als premier vervangen door de populistische generaal Alexandru Averescu van de Volksliga die gesteund werd door Brătianu.
In 1926 fuseerde de PNR met de Boerenpartij (PȚ) tot de Nationale Boerenpartij (PNȚ). Vaida-Voevod was korte tijd voorzitter van de PNȚ maar werd hierna in deze functie opgevolgd door Iuliu Maniu. Van 11 november 1928 tot 8 juni 1930 was hij minister van Binnenlandse Zaken in het kabinet van Maniu.
Van 6 juni tot 18 oktober 1932 was hij premier en minister van Binnen- en Buitenlandse Zaken. Van 14 januari tot 12 november 1933 was hij nogmaals premier.

## Antisemitisme
Alexandru Vaida-Voevod was altijd al een antisemiet, maar in de loop van de jaren 30 werd hij steeds openlijker antisemitisch. Tijdens zijn derde ambtstermijn liet hij wetten doorvoeren die Joden van bepaalde openbare ambten uitsloot. Zijn optreden tegen de extreemrechtse en fascistische IJzeren Garde van Corneliu Zelea Codreanu was als premier tijdens zijn derde ambtstermijn uiterst zwak. Dit leidde tot een conflict met partijgenoot Armand Călinescu, een krachtige opponent van de IJzeren Garde. Uiteindelijk bracht Călinescu het kabinet ten val.
Vaida-Voevod legde steeds meer sympathie aan de dag voor het nationaalsocialisme en het fascisme en verliet de PNȚ. Hij richtte het extreemrechtse Roemeense Front (Frontul Românesc) op. De partij bleef klein en bleef in de schaduw van de IJzeren Garde staan. Het leidde na de instelling door koning Carol II van de eenpartijstaat een semi-illegaal bestaan. De partij steunde Roemeniës aansluiting bij de asmogendheden (23 november 1940).
In 1944 verdween de partij, na de koninklijke coup van 23 augustus, toen Roemenië van zijde wisselde en de kant van de geallieerden koos. Het restant van het Roemeense Front werd tijdens na de communistische machtsovername verboden en Vaida-Voevod werd gevangengezet (24 maart 1945).
Alexandru Vaida-Voevod overleed op 19 maart 1950 in de gevangenis in Sibiu.
Vaida-Voevod was een actief vrijmetselaar en behoorde tot de Ernest Renan Werkplaats.